# Сулёмка (деревня)
Сулёмка — деревня в Нижнеингашском районе Красноярского края, входит в состав Верхнеингашского сельсовета.

## География
Деревня находится на расстоянии примерно 7 км (по прямой) на юго-запад от районного центра посёлка Нижний Ингаш.
Климат
Климат резко континентальный с продолжительной суровой, малоснежной зимой и коротким жарким летом. Среднегодовая температура воздуха составляет 0-5 градусов. На территории района преобладают ветры юго-западного направления. Вегетационный период — 146 дней. Среднегодовое количество осадков — около 494 мм, наибольшее количество их выпадает в летний период. Устойчивый снежный покров устанавливается во второй половине октября, а сходит в апреле.  

## История
Деревня основана в 1906 году. В 1926 году было учтено 443 жителя, преимущественно белорусов. По другим данным основание деревни можно отнести к 1917 году. В советское время работали колхозы «Межсоюзный съезд Советов», им. Булганина и «Маяк».

## Население
| 2010 |
| ---- |
| 92   |

Постоянное население составляло 101 человек в 2002 году (92% русские), 92 человека в 2010 году.